# Dům armády Karlovy Vary
Dům armády Karlovy Vary byl československý vojenský klub ledního hokeje, který sídlil v Karlových Varech. Hokejový oddíl byl rozpuštěn v roce 1956.
V letech 1953–1956 působil v Celostátní soutěži, druhé československé nejvyšší soutěži ledního hokeje.

## Přehled ligové účasti
Stručný přehled
Zdroj: 
- 1953–1954: Celostátní soutěž – sk. D (2. ligová úroveň v Československu)
- 1954–1955: Celostátní soutěž – sk. F (2. ligová úroveň v Československu)
- 1955–1956: Celostátní soutěž – sk. B (2. ligová úroveň v Československu)

Jednotlivé ročníky
Zdroj: 
Legenda: ZČ - základní část, červené podbarvení - sestup, zelené podbarvení - postup, fialové podbarvení - reorganizace, změna skupiny či soutěže
| Československo (1953 – 1956) |                           |           |          |                                       |               |
| Sezóny                       | Soutěž                    | Úroveň    | ZČ       | Play-off, nadstavba, sk. o udržení... | Poznámky      |
| 1953/54                      | Celostátní soutěž – sk. D | 2. úroveň | 2. místo |                                       | Změna skupiny |
| 1954/55                      | Celostátní soutěž – sk. F | 2. úroveň | 2. místo |                                       | Změna skupiny |
| 1955/56                      | Celostátní soutěž – sk. B | 2. úroveň | 5. místo |                                       |               |